# Втора италианска война (1499 – 1504)
Втората италианска война (1499 – 1504), понякога известна като Италианската война на Луи XII или Войната срещу Неапол, е втората от Италианските войни на Ренесанса. Водена е главно от краля на Франция Луи XII и Фернандо II Арагонски и е с участието на няколко италиански сили. В резултат на Първата италианска война Луи XII е решен да си върне трона на Неапол и Миланското херцогство.

## Предистория
Орлеанският херцог Луи дьо Валоа-Орлеански е наследил някои права върху Неаполитанското кралство от династията Валоа. Той също вярва, че има права върху Миланското херцогство от страна на баба си Валентина Висконти. 
Още през 1495 г., по време на първата кампания в Италия на неговия братовчед и крал Шарл VIII, Луи се опитва да отнеме Миланското херцогство от Лудовико Сфорца Мавъра. За тази цел той окупира град Новара, но е отблъснат от армията, водена от херцогиня Беатриче д’Есте, съпруга на Лудовико, и е принуден да се предаде след месеци на обсада от Свещената лига, която обединява миланските и венецианските сили. Луи не успява да преглътне претърпяното унижение и веднага щом като напуска Новара, се опитва да убеди братовчед си Шарл да атакува Милано щом пристигне подкреплението, но без успех. Крал Шарл VIII се завръща във Франция, след като подписва мира. Въпреки това от 1496 г. Миланското херцогство е разтревожено от възможна втора експедиция на Орлеанския херцог.
Едва през 1498 г. обаче, след като Орлеанският херцог наследява своя братовчед на трона на Франция с името Луи XII, опасността става реална. Съветван от архиепископа на Руан, кардинал Жорж д'Амбоаз, Луи внимателно подготвя своята експедиция до Италия. На първо място той се обръща към семейство Борджия, за да осигури подкрепата на папа Александър VI и за да получи анулирането на брака си с Жана Френска, за да може да се ожени за вдовицата на своя предшественик Шарл VIII, Анна Бретанска, като по този начин запази |Бретанското херцогство. Със споразумение, подписано в Блоа през 1499 г., френският суверен си осигурява подкрепата на Венеция, на която предоставя Кремона и Гиара д'Ада; на швейцарците, чиито войски съставляват гръбнака на френската армия, той обещава Графство Белинцона, а на папа Александър VI предлага да подкрепи сина му Чезаре Борджия в неговия проект за завладяване на Романя в допълнение към предоставянето на Херцогство Валантиноа и ръката на Шарлот д’Албре. На 16 март 1499 г. е подписан Договорът от Люцерн между Франция и Конфедерацията на осемте кантона. Накрая Луи сключва споразумения с Хенри VIII от Англия и с бъдещия крал на Кастилия Филип Хабсбург. Така херцогът на Милано се оказва напълно изолиран.

## Френско завоюване на Миланското херцогство
Луи XII поверява ръководството на армията за превземането на Милано на известния кондотиер Джан Джакомо Тривулцио, личен враг на миланския херцог Лудовико Сфорца Мавъра. Французите и венецианците атакуват Миланското херцогство през юли 1499 г. Озовавайки се сега без основателната помощ на съпругата си Беатриче, починала през 1497 г., Лудовико предпочита да избяга и заедно с децата си и брат си Асканио намира убежище в Германия при Максимилиан I Хабсбург (съпруг на Бианка Мария Сфорца, племенница на херцога). Веднага след заминаването на херцога, на 2 септември 1499 г., също благодарение на бунта на миланския народ, потиснат от данъци, Тривулцио влиза в Милано триумфално. Генуа също попада в ръцете на краля на Франция. Луи XII малко след това пристига при Тривулцио в Милано за триумфалното си влизане, след което се завръща у дома, оставяйки защитата на херцогството на своя доверен генерал.
Научавайки, че населението е започнало да мрази чуждото потисничество поради злоупотребите с властта на французите, Лудовико наема наемна армия от швейцарци в Германия и в началото на 1500 г., подпомаган от брат си Асканио и сем. Сансеверино, се опитва да си върне владението на Милано, като успява да си го върне за кратко време. Луи XII изпраща генерал Луи дьо ла Тремуй и Жорж д'Амбоаз да завладеят отново херцогството. На 10 април 1500 г. Лудовико е обсаден в Новара, където швейцарците отказват да участват в битка. Докато, скрит сред войските си, той се опитва да отстъпи към Белинцона, е предаден от швейцарски наемник и е предаден на французите заедно с братята Сансеверино. Няколко дни по-късно Асканио, който се е опитал да избяга в Германия, също е заловен. Взет в плен, той е прехвърлен във Франция, където по-късно умира през 1508 г.

## Романя
Подсилена от лесния успех, пътуването на френската армия (с Чезаре Борджия като кралски наместник) продължава отвъд река По до достигане на Романя – територия по това време под светската власт на папството. Папа Александър VI, който е информиран за маневрите на армията, изпраща писмо до господарите на Пезаро, Имола, Форли, Фаенца, Урбино и Камерино, в което ги обявява за лишени от техните феодални владения, като по този начин проправя пътя за завоеванието на сина си и му дава цяло княжество.
Както се очаква, никой не се подчинява на заповедта на папата. Развихря се кървава война. Първата експедиция до Романя се провежда на 21 ноември 1499 г. с армия, съставена от пехотинци и наемници от различни провинции и нации. Още на 11 декември Имола е превзета. През януари Чезаре Борджия, херцог на Валантиноа, побеждава Катерина Сфорца, която се е барикадирала в крепостта на Форли в продължение на три седмици, командвайки 2000 души. Въпреки нейния плам и войнствено отношение тя е взета в плен и Форли е завладян от нашествениците, които се отдават на актове на насилие срещу населението. След като грабежът приключва, херцогът успя да се установява в града, гост на благородника на Форли Луфо Нумай, бивш съветник на самата Катерина. През 1502 г. Леонардо да Винчи е нает от Чезаре Борджия като архитект и военен инженер.

## Подялба на Неаполитанското кралство
Що се отнася до южния фронт на полуострова, след военния провал на начинанието на Шарл VIII през 1495 г. новият крал на Франция Луи XII сключва тайния договор от Гранада на 11 ноември 1500 г. за подялбата на Южна Италия с Фернандо II Арагонски. Кралят на Арагон има за цел да елиминира кадетската династия на Неапол и да обедини владенията на Сицилия с тези на Калабрия и Пулия, докато Кампания и Абруцо са запазени за французите. Федерико I от Неапол, без да знае за споразумението, когато французите се готвят да нападнат неговото кралство през 1501 г., моли Испания за помощ, тъй като е роднина на Фернандо II, и също така му предава някои крепости в Калабрия. На 25 юни 1501 г. папа Александър VI отлъчва краля на Неапол и на 19 юли Чезаре Борджия, подкрепен от френската армия, обсажда Капуа, която след 7 дни е превзета благодарение на предателство: гражданин на Капуа, покупен от Чезаре, отваря портите на града и след предварително установен сигнал френско-папската армия нахлува в града и започва клането на военния гарнизон и на населението. Крал Федерико I, осъзнавайки измамата твърде късно, се опитва да преговаря за капитулация, но на 19 август французите влизат в Неапол.
С Договора от Тренто, подписан на 13 октомври 1501 г. между Луи XII и Максимилиан Австрийски, Австрия признава френските завоевания в Северна Италия.

### Разногласия между Испания и Франция
Скоро между окупаторите възникват спорове относно методите на разделяне. Настояването на Фердинанд да бъде признат за крал и на Неапол, и на Сицилия веднага води до война между Франция и Испания. Победен при Руво, Чериньола и Гариляно от испанците, командвани от Гонсало Фернандес де Кордоба, Луи XII е принуден да напусне Неапол и да се оттегли в Ломбардия. Неапол е окупиран от испанците на 16 май 1503 г. Именно в контекста на тази война през 1503 г. се случва известния сблъсък в Барлета, започнал в гостилницата Cantina della Sfida в Барлета около февруари 1503 г. В него 13 италиански конници се изправят срещу 13 французи: конфронтацията завършва с победа на италианците, които триумфално се завръщат в Барлета, последвани от французите.

## Договори
Договорът от Лион (известен също като Лионско примирие) е подписан на 31 януари 1504 г. между Луи XII от Франция и Фернандо II от Арагон. Съгласно условията на договора Франция отстъпва Неаполитанското кралство на Испания, което ще държи до 1707 г. Освен това Франция и Испания определят съответния си контрол върху италианските територии: Франция контролира Северна Италия от Милано, а Испания контролира Сицилия и Южна Италия.
Договорът от Блоа от 22 септември 1504 г. се отнася до предложения брак между Карл I Хабсбург, бъдещият Карл V, и Клод Френска, дъщеря на френския крал Шарл VIII и Анна Бретанска.
Ако Луи XII няма мъжки наследник, Карл I Хабсбург ще получи като зестра Миланското херцогство, Генуа и нейните зависимости, както и херцогство Бретан, графствата Асти и Блоа, Херцогство Бургундия и вицекралството на Осон.